# Vanua deidamia
Vanua deidamia är en insektsart som beskrevs av Ronald Gordon Fennah 1950. Vanua deidamia ingår i släktet Vanua och familjen Tropiduchidae. Inga underarter finns listade i Catalogue of Life.